# Katarina Eklöf
Katarina Eklöf, född 21 januari 1974, är en svensk friidrottare (spjutkastning). Mellan år 1996 och 2004 vann hon SM-guld i spjut två gånger och tog dessutom ett antal silver- och bronsmedaljer. Hon tävlade först för Gefle IF (fram till och med år 1999) och sedan Huddinge AIS.

## Personliga rekord
Utomhus 
- Slägga – 34,39 (Austin, Texas USA 2 maj 1998)[2]
- Spjut – 53,74 (Karlstad 8 augusti 2004)[2][3]
- Spjut (gamla typen) – 52,54 (Austin, Texas USA 18 april 1998)[2]

### Fotnoter
1. 1 2 3 4 5 6 7 8 9 10 11  Wiger 2006, s. 234.
2. 1 2 3 4  ”Personsida på AllAthletics”. all-athletics.com. Arkiverad från originalet den 27 oktober 2016. https://web.archive.org/web/20161027193042/http://www.all-athletics.com/node/148206. Läst 27 oktober 2016.
3. ↑  ”Personsida hos IAAF”. iaaf.org. https://www.iaaf.org/athletes/sweden/katarina-eklof-197396. Läst 27 oktober 2016.